# Пиявица (село)
 Тази статия е за селото Пиявица.  За едноименната планина вижте Пиявица (планина).  
Пиявица (на гръцки: Πιαβίτσα) е бивше село в днешна Гърция, част от днешния дем Аристотел, област Централна Македония, съществувало през ХV-ХVІ век.

## География
Пиявица е едно от селата в Мадемохория. Разположено е на изток от град Сидерокапса.

## История
През ХV-ХVІ век заедно с града Сидерокапса и село Извор Пиявица е част от султански хас, чийто жители се занимават с добив на сребро и злато. Селото е обитавано от християни, както следва:
| 75 ханета, 8 неженени, 1 вдовица | 91 ханета, 5 неженени и 10 вдовици | 89 ханета, 18 неженени и 8 вдовици | 129 ханета и 69 неженени |

Илияс Коловос смята, че високият брой на неженени мъже през ХVІ век в рударските селища Сидерокапса, Извор и Пиявица е свързан с необходимостта от неквалифицирана работна ръка за сребърните мини и предполага, че става дума за мигранти от други места. Коловос предполага, че в района са заселвани и квалифицирани миньори от района на Кратово.
Френският пътешественик и ботаник Пиер Белон, който посещава района през 40-те години на ХVІ век, отбелязва Piavits като малко село на изток от Сидерокапса, с малки къщи.
През ХV-ХVІ век Хилендарският манастир притежава ливади край Пиявица, част от които превръща в пасища между 1620 и 1636 година.
През ХVІІ век рударството в района започва да запада.